# جوانغدونج القابضة
جوانغدونج القابضة المحدودة هي شركة قابضة صينية. جوانغدونج القابضة  هي الشركة الأم لشركة جي دي أتش ليمتد في هونج كونج ( (بالصينية) )، كانت بدورها الشركة الأم للشركات المدرجة في البورصة قوانغدونغ للاستثمار  ( SEHK: 00270  )، قوانغنان القابضة [الإنجليزية] ( SEHK: 01203  )، مدبغة قوانغدونغ [الإنجليزية] ( SEHK: 01058  ) وشركة قوانغدونغ لاند القابضة [الإنجليزية] ( SEHK: 00124  ). بالإضافة إلى ذلك، تم تداول تقنية هواجن [الإنجليزية] في سوق أو تي سي الصيني ( NEEQ  ). كانت شركة جوانغدونج القابضة نفسها مملوكة لحكومة مقاطعة جوانغدونج الشعبية.

## الشركات التابعة
- جي دي إتش المحدودة (100%)
  - جوانغدونج لإدارة الأصول (100%)
  - جوانغدونج ترست (100%)
  - تحالف جوانغدونج المحدودة
  - جوانغدونج للاستثمار (54.68%) [1]

## أنظر أيضاً
- قوانغدونغ هينججيان للاستثمار القابضة
- مجموعة استثمار بناء السكك الحديدية لمقاطعة قوانغدونغ [الإنجليزية]
- قوانغدونغ ارتفاع إدارة الأصول [الإنجليزية]